# Thronvers

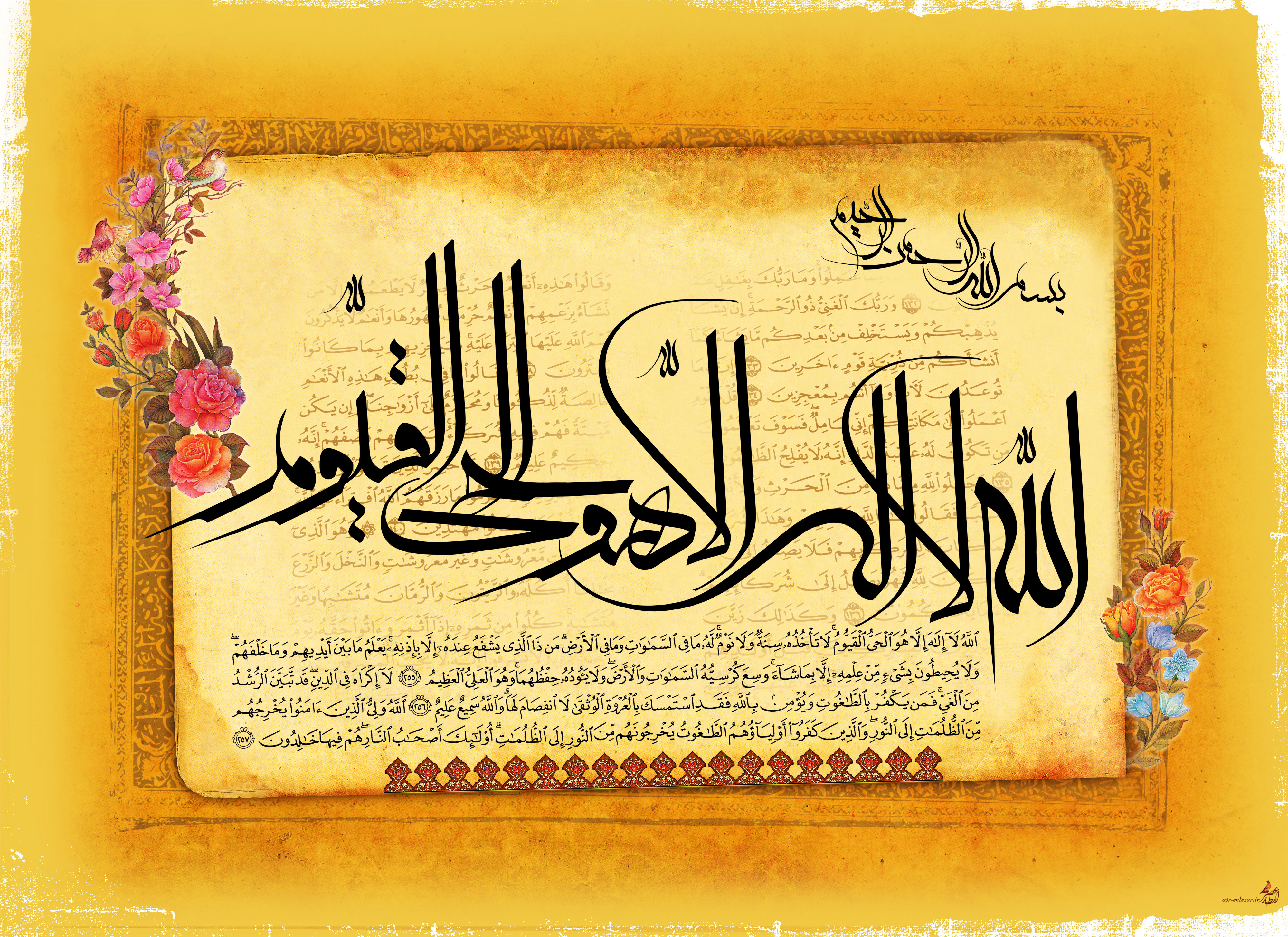
Islamische Kalligraphie dieses Verses

Der Thronvers (arabisch آية الكرسي āyat al-kursī) ist ein Vers (255) aus der 2. Sure (البقرة al-Baqara) des Koran, benannt nach dem darin erwähnten Thron Gottes. Er dürfte wie der größte Teil der 2. Sure ca. im Jahre 624 entstanden sein.

## Text
Arabische Originalfassung:
ٱللَّهُ لَآ إِلَٰهَ إِلَّا هُوَ ٱلْحَىُّ ٱلْقَيُّومُ لَا تَأْخُذُهُۥ سِنَةٌ وَلَا نَوْمٌ لَّهُۥ مَا فِى ٱلسَّمَٰوَٰتِ وَمَا فِى ٱلْأَرْضِ مَن ذَا ٱلَّذِى يَشْفَعُ عِندَهُۥٓ إِلَّا بِإِذْنِهِۦ يَعْلَمُ مَا بَيْنَ أَيْدِيهِمْ وَمَا خَلْفَهُمْ وَلَا يُحِيطُونَ بِشَىْءٍ مِّنْ عِلْمِهِۦٓ إِلَّا بِمَا شَآءَ وَسِعَ كُرْسِيُّهُ ٱلسَّمَٰوَٰتِ وَٱلْأَرْضَ وَلَا يَـُٔودُهُۥ حِفْظُهُمَا وَهُوَ ٱلْعَلِىُّ ٱلْعَظِيمُ
Übersetzung von Muḥammad Ibn Aḥmad Ibn Rassoul:

„Allāh – kein Gott ist da außer Ihm, Dem Ewiglebenden, Dem durch Sich Selbst Seienden. Ihn
ergreift weder Schlummer noch Schlaf. Ihm gehört, was in den Himmeln und was auf der
Erde ist. Wer ist es, der bei Ihm Fürsprache einlegen könnte außer mit Seiner Erlaubnis? Er
weiß, was vor ihnen und was hinter ihnen liegt; sie aber begreifen nichts von Seinem Wissen,
es sei denn das, was Er will. Weit reicht Sein Thron über die Himmel und die Erde, und es
fällt Ihm nicht schwer, sie (beide) zu bewahren. Und Er ist der Hohe, der Allmächtige.“

Übersetzung von A. Th. Khoury:

„Gott, es gibt keinen Gott außer Ihm, dem Lebendigen, dem Beständigen. Nicht überkommt Ihn Schlummer und nicht Schlaf. Ihm gehört, was in den Himmeln und was auf der Erde ist. Wer ist es, der bei Ihm Fürsprache einlegen kann, es sei denn mit Seiner Erlaubnis? Er weiß, was vor ihnen und was hinter ihnen liegt, während sie nichts von Seinem Wissen erfassen, außer was Er will. Sein Thron umfasst die Himmel und die Erde, und es fällt Ihm nicht schwer, sie zu bewahren. Er ist der Erhabene, der Majestätische.“

Übertragung von Friedrich Rückert:

„Gott, außer ihm kein Gott!

Er der Lebendige, Beständige,

Ihn fasset weder Schlaf noch Schlummer,

Sein ist, was da im Himmel ist und was auf Erden;

Wer leget Fürsprach’ ein bei ihm,

Als er erlaub’ es denn? Er weiß,

Was vor ist und was hinter ihnen,

Doch sie umfassen nichts von seinem Wissen,

Als was er will. Sein Richtstuhl füllt

Die Weite Himmels und der Erde,

Und ihn beschwert nicht die Behütung beider,

Er ist der Hohe, Große.“

## Bedeutung im Islam
Im Ḥadīṯ wird zum einen die besondere Bedeutung des Thronverses als „Herrscher aller Verse des Korans“ herausgestellt, zum andern seine Schutzfunktion betont („Rezitiere ihn in deinem Haus, dann wird sich weder ein Satan noch sonst jemand anderes dir nähern“). Diese Schutzfunktion hat im Volksglauben weite Verbreitung gefunden, so dass sich der Vers häufig auch auf Amuletten findet.
Als Ausgangspunkt für die Interpretation als Schutzvers können insbesondere die Worte „es fällt ihm nicht schwer, sie [Himmel und Erde] zu bewahren“ gelten, ergänzt durch die Wachsamkeit Gottes („nicht Schlummer noch Schlaf“) und die „Fürsprecher“.
Am Anfang des Verses steht mit dem Bekenntnis zum Monotheismus eine Grundaussage des Islam.
Mit „der Lebendige“ (al-ḥayy), „der Beständige“ (al-qayyūm) folgen zwei der 99 Namen Gottes.
„[…] was vor ihnen und was hinter ihnen liegt“: „ihnen“ kann sich entweder auf die Engel, Propheten, Heiligen usw. beziehen, denen Gott die Erlaubnis zur Fürsprache gibt, oder auf die Wesen, die in den Himmeln und auf der Erde Gott gehören. „Was vor ihnen liegt“, lässt sich als das Jenseits, „was hinter ihnen liegt“, als das Diesseits interpretieren (wird bisweilen auch umgekehrt gesehen).
Die Aussage vom „Thron“ Gottes wird teilweise wörtlich, teilweise als Symbol für Gottes Macht, sein Wissen (vgl. vorangehende Wörter) oder seine Erhabenheit (vgl. Vers-Ende) verstanden.
Den Schluss bilden zwei weitere der „99 Namen“: „der Erhabene“ (al-ʻalī), „der Majestätische“ (al-ʻaẓīm).

## Parallelen in Tanach und Neuem Testament
Die jüdischen und christlichen Parallelen sind zahlreich; eine kleine Auswahl:
- Jahwe ist der Gott, kein anderer ist außer ihm (Dtn 4,35 EU). – Außer mir gibt es keinen Gott (Jes 44,6 EU). – Jesus antwortete: … der Herr, unser Gott, ist der einzige Herr (Mk 12,29 EU). – Es gibt verschiedene Kräfte, die wirken, aber nur den einen Gott (1.Kor 12,6 EU).
- Er ist der lebendige Gott; er lebt in Ewigkeit (Dan 6,27 EU).
- Der Herr ist ein ewiger Gott … Er wird nicht müde und matt (Jes 40,28 EU). – Er schläft und schlummert nicht (Ps 121,4 EU).
- Der Himmel ist mein Thron und die Erde der Schemel für meine Füße (Jes 66,1 EU; Apg 7,49 EU).
- Der Hohe und Erhabene (Jes 57,15 EU). – Die Majestät im Himmel (Hebr 8,1 EU).